# Youth Is Wasted on the Young
Youth Is Wasted on the Young är den svenska indierockgruppen Caesars Palaces första album, utgivet i december 1998

## Låtlista
1. "Sort it Out" (J. Åhlund) - 3:36 (CD-singel)
2. "My Abduction Love" (J. Åhlund) - 3:50
3. "Let's Go Parking Baby" (J. Åhlund) - 2:35
4. "Optic Nerve" (J. Åhlund/Vidal) - 3:50
5. "(I'm Gonna) Kick You Out" (J. Åhlund) - 2:50 (CD-singel)
6. "You're My Favourite" (Caesars Palace) - 2:03
7. "Suzy Creamcheese" (Conway/Flores/Ralston) - 4:04
8. "The Cannibals" (J. Åhlund) - 2:59
9. "Anything You Want" (J. Åhlund) - 2:52
10. "She's a Planet" (J. Åhlund) - 2:26
11. "You're My Favourite 2" (J. Åhlund) - 2:50
12. "You Don't Mean a Thing to Me" (J. Åhlund) - 4:36